# 한기주
한기주(韓基周, 1987년 4월 29일 ~ )는 전 KBO 리그 삼성 라이온즈의 투수이자 현 87베이스볼클라쓰의 투수코치, MBC 스포츠플러스의 야구 해설위원이다.

## 선수 시절

### KIA 타이거즈시절
2006년에 1차 지명을 받아 입단하였다. 광주 동성고등학교 시절부터 달아 온 10번을 선택했는데 1991년 해태 타이거즈 이광우 이후 15년 만에 투수가 10번을 달았다. 입단 초기인 2006년 시즌 전반기에는 선발 투수로 등판하다가 시즌 후반기부터는 중간 계투진으로 보직을 변경했다. 윤석민과 보직을 바꿔 2007년부터 팀의 마무리를 맡아 1998년 임창용 이후 두 번째로 팀의 20세이브 이상을 기록한 투수가 됐다. 2008년 시즌 46경기에 등판해 58이닝 3승 2패, 26세이브, 1점대 평균자책점, 46탈삼진이라는 수준급 성적을 올렸다. 2009년 초반에 마무리로 활동했지만 잦은 블론 세이브를 하며 4승 5패, 4세이브, 4점대 평균자책점에 그쳤고 윤석민, 유동훈으로 마무리가 교체돼 2군으로 강등됐다. 시즌 막판에 조금씩 구위를 찾았으나 시즌 후 토미 존 수술을 받았다.
2009년 시즌 후 팔꿈치 수술을 받고 2011년 중순에 돌아왔으나, 이후에도 잔부상이 재발했고 결국 어깨 회전근 부상으로 2013년 시즌을 다시 접었다. 팀의 암흑기 때 중심에 있었던 대표적 두 불펜 투수였던 신용운과 그는 신·한 카드라고 불렸다.

### 삼성 라이온즈시절
2차 드래프트 이후 2017년 11월 29일 외야수 이영욱을 상대로 트레이드됐다.
2018년 시즌에는 중간 계투로 등판했으나 2019년에 부상이 재발해 1군에 올라오지 못했다.
2019년 시즌 후 은퇴를 선언했다.

## 야구선수 은퇴 후
5개월간 서울 우신고등학교 야구부의 투수코치로 활동하다가 현재 87베이스볼클라쓰의 투수코치로 활동하고 있다.
2023년부터 MBC 스포츠플러스의 야구 해설위원으로 활동한다.

## 국가대표 경력

### 2008년베이징 올림픽
2008년]에 베이징 올림픽 대한민국 야구 국가대표팀에 차출됐다.
당시 국가대표팀 감독이었던 김경문으로부터 마무리 특명을 부여받은 그는 예선 풀 리그에서 중요한 대전 상대였던 미국, 일본, 대만 등 3경기에 구원 등판했지만, 2.1이닝 7피안타, 6실점(5자책점), 평균자책점 19.29를 기록했다. 준결승과 결승전에서는 마운드에 오를 기회조차 없었다. 2009년 WBC에서 예비 엔트리에는 들어갔으나 최종 엔트리에서 탈락했다.

## 에피소드
- 그는 소녀시대의 막내 멤버 서현의 팬이었는데, 2009년 4월 5일 두산전에서 시구를 위해 방문한 소녀시대 멤버 서현에게 사인을 요청했다. 그런데 서현이 베이징 올림픽 등으로 어느 정도 이름을 알렸던 그에게 '이름이 뭐에요?'라는 말을 해 그를 무안하게 했다.[6]

## 별명
당시 고졸 투수로는 KBO 리그 사상 최고 계약금인 10억원의 조건으로 입단해 화제를 모아 '10억의 사나이'라고 불렸고, 빠른 공을 주 무기로 삼는 파이어볼러지만 속구와 슬라이더 밖에 없는 단조로운 투구 패턴 때문에 국제 대회에서 위력을 발휘하기가 쉽지 않았고 게다가 마운드에서는 심리적인 동요를 보여 '한 번만 기회를 주세요', '한작가', '한기주유소', '속이 꽉 찬 남자'라고 불렸다.

## 출신 학교
- 광주수창초등학교
- 광주동성중학교
- 광주동성고등학교
- 광주대학교

## 통산 기록
| 연도 | 팀명  | 평균자책점 | 경기 | 완투 | 완봉 | 승 | 패 | 세 | 홀 | 승률  | 타자 | 이닝  | 피안타 | 피홈런 | 볼넷 | 사구 | 탈삼진 | 실점 | 자책점 |
| ---- | ----- | ---------- | ---- | ---- | ---- | -- | -- | -- | -- | ----- | ---- | ----- | ------ | ------ | ---- | ---- | ------ | ---- | ------ |
| 2006 | KIA   | 3.26       | 44   | 0    | 0    | 10 | 11 | 1  | 8  | 0.476 | 584  | 140.2 | 117    | 8      | 52   | 12   | 78     | 57   | 51     |
| 2007 | KIA   | 2.43       | 55   | 0    | 0    | 2  | 3  | 25 | 0  | 0.400 | 280  | 70.1  | 53     | 4      | 19   | 9    | 66     | 19   | 19     |
| 2008 | KIA   | 1.71       | 46   | 0    | 0    | 3  | 2  | 26 | 0  | 0.600 | 225  | 58    | 44     | 1      | 16   | 2    | 46     | 11   | 11     |
| 2009 | KIA   | 4.24       | 26   | 0    | 0    | 4  | 5  | 4  | 0  | 0.444 | 156  | 34    | 39     | 6      | 15   | 1    | 30     | 20   | 16     |
| 2011 | KIA   | 4.08       | 16   | 0    | 0    | 1  | 3  | 7  | 0  | 0.250 | 126  | 28.2  | 31     | 0      | 11   | 1    | 20     | 13   | 13     |
| 2012 | KIA   | 3.20       | 16   | 0    | 0    | 1  | 1  | 7  | 0  | 0.500 | 88   | 19.2  | 20     | 1      | 8    | 2    | 13     | 8    | 7      |
| 2015 | KIA   | 3.24       | 7    | 0    | 0    | 0  | 0  | 0  | 0  | -     | 39   | 8.1   | 11     | 0      | 5    | 0    | 4      | 4    | 3      |
| 2016 | KIA   | 7.62       | 29   | 0    | 0    | 4  | 3  | 1  | 1  | 0.571 | 278  | 56.2  | 81     | 11     | 30   | 5    | 27     | 48   | 48     |
| 2018 | 삼성  | 6.69       | 33   | 0    | 0    | 1  | 4  | 0  | 3  | 0.200 | 183  | 39    | 54     | 8      | 12   | 5    | 30     | 32   | 29     |
| 통산 | 9시즌 | 3.89       | 272  | 0    | 0    | 26 | 32 | 71 | 12 | 0.448 | 1959 | 455.1 | 450    | 39     | 168  | 37   | 314    | 212  | 197    |